# Camposicola altifrons
Camposicola altifrons is een hooiwagen uit de familie Gonyleptidae. De wetenschappelijke naam van Camposicola altifrons gaat terug op Mello-Leitão.